# Henderson (Maryland)
Henderson és una població dels Estats Units a l'estat de Maryland. Segons el cens del 2000 tenia 118 habitants.

## Demografia
Segons el cens del 2000, Henderson tenia 118 habitants, 42 habitatges, i 28 famílies. La densitat de població era de 379,7 habitants/km².
Dels 42 habitatges en un 40,5% hi vivien nens de menys de 18 anys, en un 40,5% hi vivien parelles casades, en un 23,8% dones solteres, i en un 31% no eren unitats familiars. En el 21,4% dels habitatges hi vivien persones soles el 4,8% de les quals corresponia a persones de 65 anys o més que vivien soles. El nombre mitjà de persones vivint en cada habitatge era de 2,81 i el nombre mitjà de persones que vivien en cada família era de 3,31.
Per edats la població es repartia de la següent manera: un 31,4% tenia menys de 18 anys, un 11% entre 18 i 24, un 31,4% entre 25 i 44, un 17,8% de 45 a 60 i un 8,5% 65 anys o més.
L'edat mediana era de 31 anys. Per cada 100 dones de 18 o més anys hi havia 92,9 homes.
La renda mediana per habitatge era de 32.500 $ i la renda mediana per família de 33.125 $. Els homes tenien una renda mediana de 30.625 $ mentre que les dones 21.875 $. La renda per capita de la població era d'11.678 $. Entorn del 16,1% de les famílies i el 14,2% de la població estaven per davall del llindar de pobresa.

## Poblacions més properes
El següent diagrama mostra les poblacions més properes.